# Dammsjön (Ramsbergs socken, Västmanland, 662596-147193)
Dammsjön är en sjö i Lindesbergs kommun i Västmanland och ingår i Norrströms huvudavrinningsområde. Sjön är 9 meter djup, har en yta på 0,0928 kvadratkilometer och är belägen 126,6 meter över havet.

## Delavrinningsområde
Dammsjön ingår i det delavrinningsområde (662728-147207) som SMHI kallar för Utloppet av Glien. Medelhöjden är 171 meter över havet och ytan är 56,74 kvadratkilometer. Räknas de 6 avrinningsområdena uppströms in blir den ackumulerade arean 110,86 kvadratkilometer. Sverkestaån (Ramshytteån) som avvattnar avrinningsområdet har biflödesordning 3, vilket innebär att vattnet flödar genom totalt 3 vattendrag innan det når havet efter 228 kilometer. Avrinningsområdet består mestadels av skog (76 procent). Avrinningsområdet har 3,71 kvadratkilometer vattenytor vilket ger det en sjöprocent på 6,5 procent.